# Slesia austriaca
Il Ducato dell'Alta e Bassa Slesia (in tedesco Herzogtum Ober- und Niederschlesien) fu una regione autonoma del Regno di Boemia e dell'Impero austriaco e una terra della corona della Cisleitania in Austria-Ungheria. È anche conosciuta come Slesia austriaca (in tedesco: Österreichisch Schlesien; in ceco: Rakouské Slezsko; in polacco Śląsk Austriacki), e nonostante il nome ufficiale, comprendeva solo parti dell'Alta Slesia, e nessuna della Bassa Slesia. La regione corrisponde parzialmente all'attuale Slesia ceca, decurtata di alcune zone passate alla Polonia, ed è stata storicamente parte della regione conosciuta semplicemente come Slesia fino a metà Settecento.

## Geografia

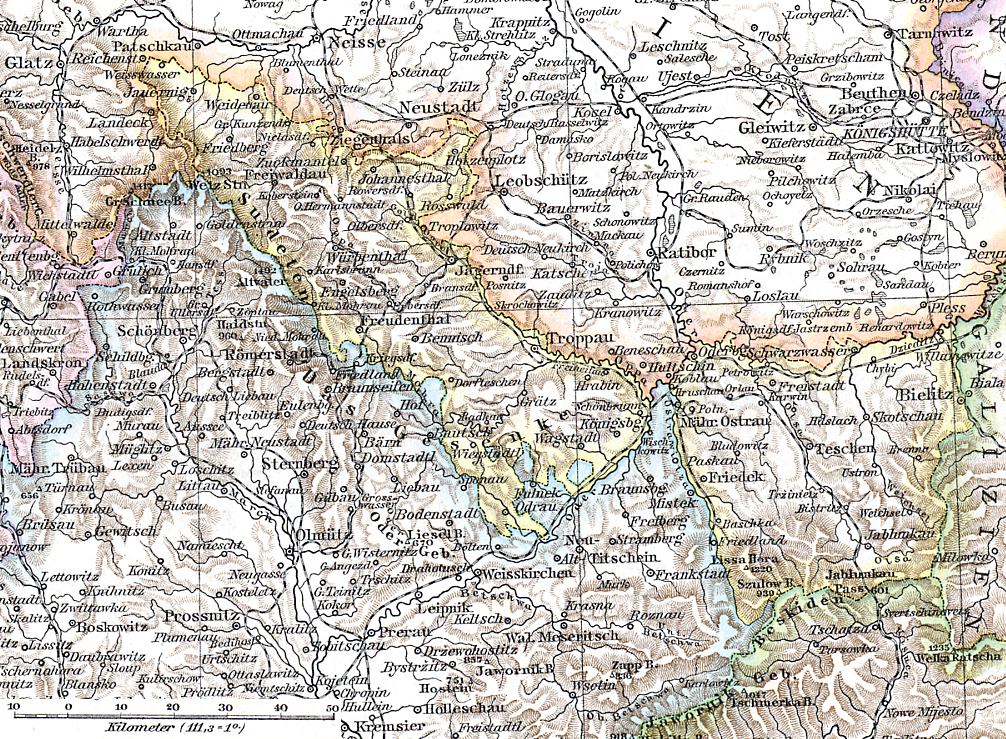
La Slesia austriaca (circondata di giallo), Richard Andree, 1880

La Slesia austriaca consisteva di due territori, separati dalla striscia di terra morava di Moravské Ostrava, tra i fiumi Ostravice e Oder.
L'area ad est dell'Ostravice intorno a Cieszyn raggiungeva le cime dei Carpazi Occidentali (Beschidi Slesiani) a sud, mentre a nord confinava con il Regno d'Ungheria e con la Slesia prussiana, lungo il fiume Olza e l'alta Vistola. Ad est, il fiume Biała, presso Bielsko, la separava dalle terre della Confederazione Polacco-Lituana, dal 1772 il Regno di Galizia e Lodomiria austriaco.
Il territorio ad ovest dell'Oder, intorno alla città di Opava confinava a sud con la catena montuosa Jeseník dei Sudeti orientali, che lo separavano dalla Moravia, e il fiume Opava formava il confine nord.

## Storia
In quanto parte del regno di Boemia, la Slesia fu ereditata dall'Arciduca Ferdinando I d'Asburgo dalla Casa degli Asburgo nel 1526, dopo la morte dell'ultimo re Jagellone Luigi II nella Battaglia di Mohács. Con l'ascesa al trono di Maria Teresa d'Austria nel 1740, re Federico II di Prussia reclamò la provincia slesiana, e, senza aspettare la risposta, il 16 dicembre diede inizio alla prima guerra di Slesia, aprendo quindi alla guerra di successione austriaca. La sua campagna si concluse nel 1742 con la vittoria prussiana alla Battaglia di Chotusitz che portò al Trattato di Breslavia, con il quale fu divisa la Slesia.

Composizione della Slesia austriaca

Secondo i termini del trattato, il Regno di Prussia ricevette gran parte del territorio, tra cui la Contea di Kladsko, mentre solo una piccola parte della Slesia sud-orientale rimase all'interno della Monarchia asburgica, consistente di:
- Ducato di Teschen (Cieszyn)
- parti del Ducato di Opava (Troppau)  del Ducato di Krnov (Jägerndorf), a sud del fiume Opava
- la parte meridionale del Ducato di Nysa intorno a Jeseník

che formarono il Ducato dell'Alta e Bassa Slesia, una Terra della Corona Boema con capitale ad Opava. Nel 1766 il titolo di Duca di Teschen fu assegnato ad Alberto di Sassonia-Teschen, genero di Maria Teresa, mentre il titolo di Duca di Troppau e Jägerndorf rimase ai Principi del Liechtenstein. L'ex territorio del Neisse fu mantenuto dalla Arcidiocesi di Breslavia al castello dello Jánský Vrch (Johannisberg). Dal ducato di Teschen venne staccata la contea di Bielsko che venne a formare il nuovo Ducato di Bielsko nel 1754.
Quando nel 1804 l'imperatore Francesco II d'Asburgo-Lorena istituì l'Impero austriaco, il suo titolo avrebbe incluso la dicitura "Duca dell'Alta e Bassa Slesia". La Slesia austriaca fu collegata con una ferrovia con la capitale Vienna, quando la Ferrovia del Nord fu estesa fino a Bohumín nel 1847. Nel corso del Compromesso austro-ungherese del 1867 essa divenne una terra della corona dell'Austria cisleitana.
Nel 1918 la monarchia austriaca fu abolita, e la gran parte della Slesia austriaca fu ceduta al neo-creato stato della Cecoslovacchia con il Trattato di Saint-Germain-en-Laye nel 1919, con l'eccezione della Slesia di Cieszyn (l'ex Ducato di Teschen) che, dopo la guerra polacco-cecoslovacca, fu diviso nel 1920 lungo il fiume Olza, con la parte orientale che fu assegnata al Voivodato Autonomo della Slesia, facente parte della Seconda Repubblica di Polonia. Piccole parti del ducato divennero altresì parte della Polonia, mentre la Regione di Hlučín della Provincia della Slesia prussiana andò alla Cecoslovacchia.

## Demografia
Secondo un censimento austriaco, la Slesia austriaca nel 1910 era abitata da 756.949 persone, che parlavano le seguenti lingue:
- 43 % - tedeschi
- 31 % - polacchi
- 26 % - cechi

### Principali città
Città con più di 5.000 persone nel 1880:
| Città         | Nome tedesco | Popolazione  |
| ------------- | ------------ | ------------ |
| Opava         | Troppau      | 20.563       |
| Bielsko       | Bielitz      | 13.060       |
| Cieszyn/Těšín | Teschen      | 13.004       |
| Krnov         | Jägerndorf   | 11.792       |
| Bruntál       | Freudenthal  | 7.595        |
| Frýdek        | Frydek       | 7.374 (1890) |